# عبد الله الميكالي
عبد الله ميكالي (الفارسية: عبد الله میکالی؛ توفي عام 920 م كان رجل دولة إيرانيًا من آل ميكال، خدم الصفاريين، ثم العباسيين.

## السيرة
كان عبد الله ابن محمد بن ميكال، أحد القادة الميكاليين البارزين الذين خدموا الطاهريين في خراسان. يُذكر عبد الله أولًا باعتباره مسؤولًا رفيع المستوى لدى الحاكم الصفاري عمرو بن الليث. قُتل عمرو في عام 901، وخلفه حفيده طاهر بن محمد بن عمرو. لكن طاهر لم يكن سوى زعيم صوري، بينما كانت السلطة الحقيقية في يد عمه الليث، وغلامه سبوكيري، وعبد الله نفسه. تمرد سبُكْري لاحقًا ضد طاهر، وانضم إليه عبد الله. وسرعان ما نقلوا ولاءهم إلى الخلافة العباسية، حيث عُين عبد الله حاكمًا على الأهواز. توفي عبد الله في عام 920، وترك ابنه أبو العباس إسماعيل، الذي بدأ العمل كرئيس لإدارة السامانيين.